# Дембоґард
Дембоґард (пол. Dębogard, нім. Damgardt) — село в Польщі, у гміні Диґово Колобжезького повіту Західнопоморського воєводства.
Населення — 134 особи (2011).

## Демографія
Демографічна структура станом на 31 березня 2011 року:
|          | Загалом | Допрацездатний вік | Працездатний вік | Постпрацездатний вік |
| -------- | ------- | ------------------ | ---------------- | -------------------- |
| Чоловіки | 61      | 13                 | 44               | 4                    |
| Жінки    | 73      | 26                 | 36               | 11                   |
| Разом    | 134     | 39                 | 80               | 15                   |